# Drobny Wierch
Drobny Wierch (867 m) – szczyt w głównym grzbiecie Pasma Policy, które w regionalizacji fizycznogeograficznej Polski według Jerzego Kondrackiego zaliczane jest do Beskidu Żywieckiego, w nowszej regionalizacji z 2018 roku do Beskidu Żywiecko-Orawskiego. Drobny Wierch znajduje się w jego północno-wschodniej części między szczytami Judaszka (841 m) i Cupel (885 m). Jego grzbietem biegnie granica między wsiami Sidzina i Bystra Podhalańska w województwie małopolskim, w powiecie suskim i gminie Bystra-Sidzina.
Drobny Wierch jest porośnięty lasem, dawniej jednak był w dużym stopniu bezleśny. Na jego grzbiecie i północnych zboczach istniała całkowicie już zarośnięta lasem Polana Drobnowa. Częściowo ostała się jeszcze polana na zboczu wschodnim opadającym do doliny Rusinowego Potoku. Wąskim skrawkiem podchodzi ona pod przełęcz między Drobnym Wierchem i Cuplem (około 885 m). Dzięki temu z przełęczy tej rozciągają się ograniczone widoki na północ.

## Szlaki turystyczne
Przez Drobny Wierch biegnie czerwony Główny Szlak Beskidzki. Na przełęczy między nim i Cuplem dołącza zielony szlak turystyczny z Osielca.
 Jordanów – Bystra Podhalańska – Drobny Wierch – Judaszka – Malinowe – Naroże – Soska – Krupówka – Urwanica – Okrąglica – Kucałowa Przełęcz. Suma podejść 830 m, suma zejść 170 m, czas przejścia 5 godz., z powrotem 4 godz. 15 min.
 Osielec – Gawroń – Cupel – przełęcz między Cuplem i Drobnym Wierchem. Suma podejść 560 m, czas przejścia 3 godz. 10 min, z powrotem 1 godz. 55 min.